# E-ana

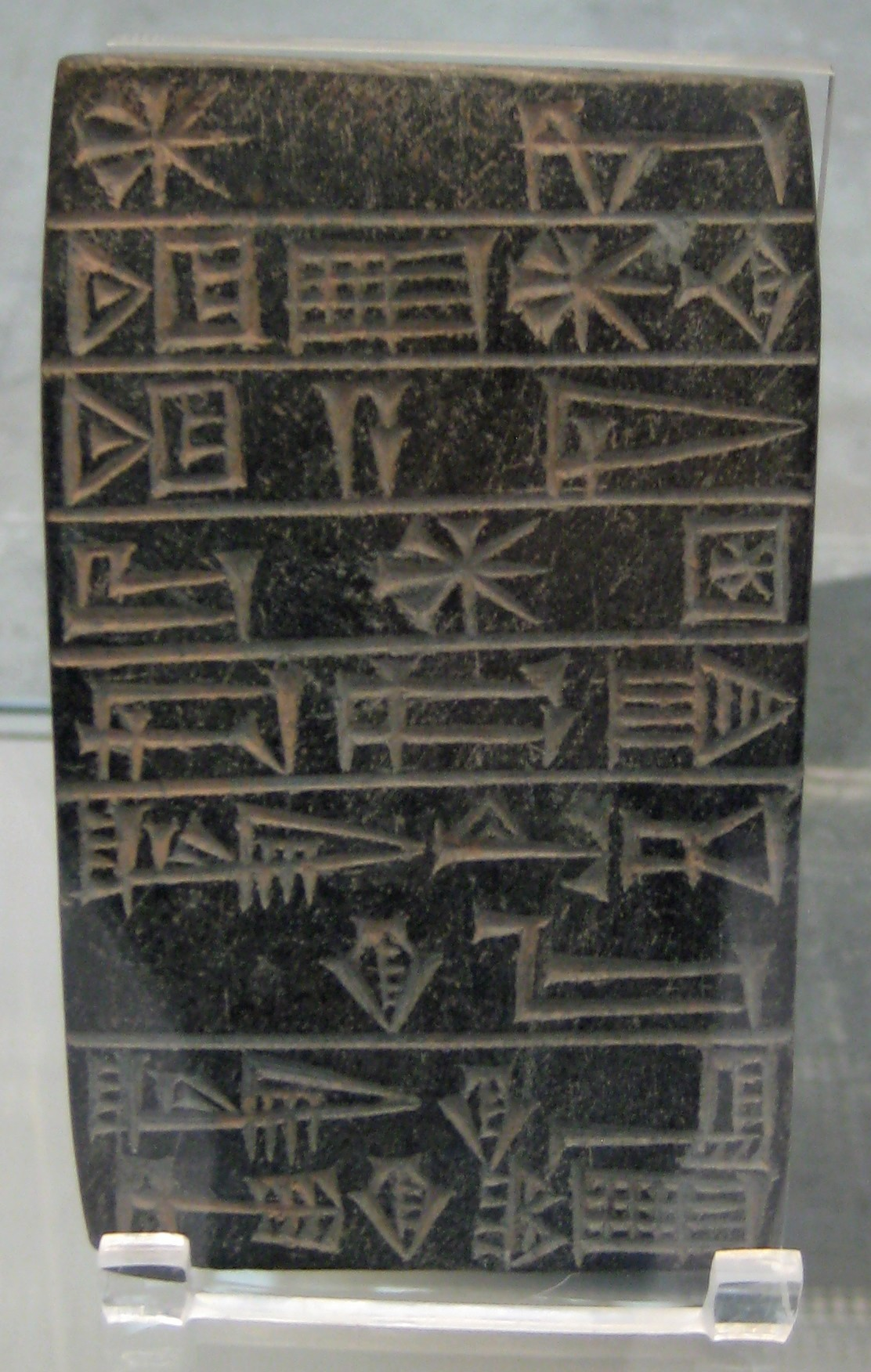
Tabliczka z inskrypcją króla Ur-Nammu dotyczącą jego prac budowlanych przy świątyni E-ana w Uruk

E-ana, E-anna (sum. é.an.na, tłum. „Dom niebios”) – ceremonialna nazwa świątyni boga Anu i bogini Inany/Isztar w mieście Uruk. 
Wzmiankowana w inskrypcjach Naram-Sina z Akadu (ok. 2254-2218 p.n.e.); przebudowana przez Ur-Nammu (2113-2096 p.n.e.) i Szulgiego (2096-2048 p.n.e.), pierwszych władców z III dynastii z Ur, a następnie przez Sin-kaszida (1865-1833 p.n.e.). Otoczona opieką przez Rim-Sina I z Larsy (1822-1763 p.n.e.) i Hammurabiego z Babilonu (1792-1750 p.n.e.). Wzmiankowana w prologu do Kodeksu Hammurabiego (II 37-47):
„(Hammurabi), pan, który daje życie Uruk (i) dostarcza wód obfitości mieszkańcom jego, który podwyższył wierzchołek E-anna, który gromadzi bogactwa dla Anu i Isztar”
Wzniesiona ponownie przez kasyckiego króla Kara-indasza (ok. 1417-1409 p.n.e.), przebudowana przez Kurigalzu (I lub II) i Marduk-apla-iddinę II (721-710 p.n.e.). Naprawiona przez Sargona II (722-705 p.n.e.), przebudowana przez Asarhaddona (680-669 p.n.e.) i Nabuchodonozora II (604-562 p.n.e.).